# Rothschildia zacateca
Rothschildia zacateca is een vlinder uit de onderfamilie Saturniinae van de familie nachtpauwogen (Saturniidae).
De wetenschappelijke naam van de soort is voor het eerst geldig gepubliceerd door John Obadiah Westwood in 1854.